# Матієва
Матіє́ва (Матієво, пол. Maciejowa) — лемківське село на Закерзонні, у Польщі, у гміні Лабова Новосондецького повіту Малопольського воєводства. Населення — 684 особи (2011).

## Історія
В 1600 році Матієва відповідно до угоди в переліку 25 гірських сіл перейшла від князів Острозьких до князів Любомирських.
Зі збереженої в Матієвій давньої грамоти відомо, що 17 березня 1617 p. матієвський парох о. Іван Ольшавський уступив парохію на користь о. Костянтина Паславського. Тобто, вже тоді існували церква і парохія.
З листопада 1918 по січень 1920 село входило до складу Лемківської Республіки. В селі була москвофільська читальня імені Качковського.
До середини XX ст. в регіоні переважало лемківсько-українське населення. У 1939 році з 470 жителів села — 440 українців, 15 поляків, 5 латинників і 10 євреїв. До 1945 р. в селі була греко-католицька парафія Мушинського деканату, до якої також належали Складисте, Ростока Мала, Чачів, Барновець, Рибень; метричні книги велися з 1756 року.
Після Другої світової війни Лемківщина, попри сподівання лемків на входження в УРСР, була віддана Польщі, а корінне українське населення примусово-добровільно вивозилося в СРСР. Згодом, у період між 1945 і 1947 роками, у цьому районі тривала боротьба між підрозділами УПА та радянським військами. 33 з тих, хто вижив, 7 липня 1947 року під час Операції Вісла були ув'язнені в концтаборі Явожно або депортовані на понімецькі землі.
У 1975—1998 роках село належало до Новосондецького воєводства.

## Демографія
Демографічна структура станом на 31 березня 2011 року:
|          | Загалом | Допрацездатний вік | Працездатний вік | Постпрацездатний вік |
| -------- | ------- | ------------------ | ---------------- | -------------------- |
| Чоловіки | 353     | 102                | 225              | 26                   |
| Жінки    | 331     | 94                 | 187              | 50                   |
| Разом    | 684     | 196                | 412              | 76                   |

## Пам'ятки
У селі є давня дерев'яна греко-католицька церква Покрови Пресвятої Богородиці 1830 року зі збереженим внутрішнім облаштуванням (в даний час — Римсько-католицький костел), у якій був охрещений Володимир Кубійович.